# Volanice
Volanice (en allemand : Wolanitz) est une commune du district de Jičín, dans la région de Hradec Králové, en République tchèque. Sa population s'élevait à 221 habitants en 2022.

## Géographie
Volanice se trouve à 12 km au sud-sud-est de Jičín, à 34 km à l'ouest-nord-ouest de Hradec Králové et à 75 km à l’est-nord-est de Prague.
La commune est limitée par Žeretice au nord-est, par Vysoké Veselí à l'est, par Sběř et Kozojedy au sud, et par Češov à l'ouest.

## Histoire
La première mention écrite de la localité date de 1325.

## Transports
Par la route, Volanice se trouve à 14,5 km de Kopidlno, à 15,5 km de Jičín, à 43 km de Hradec Králové et à 99 km de Prague.